# Ejército de Níger
El Ejército de Níger es el componente terrestre de las Fuerzas Armadas Nigerinas. La fuerza de maniobra del Ejército nigerino incluye 14 batallones de infantería, armas combinadas y una compañía fluvial. El Ejército cuenta con una compañía de ingenieros y una compañía de logística militar. Las fuerzas especiales de Níger están formadas por las tropas de operaciones especiales, los comandos y los grupos de intervención.

## Academias militares
Los academias militares de capacitación incluyen; la Escuela de Formación de las Fuerzas Armadas Nigerinas (EFFAN) y la escuela de formación de personal médico de combate, ambas academias tienen su base en el campamento militar de Tondibia, ubicado al sur de Niamey.

## Armas combinadas
Cada uno de los batallones de armas combinadas incluye una compañía de logística militar e ingeniería, una compañía de bomberos, una compañía de infantería, fuerzas aerotransportadas, unidades terrestres y un escuadrón de vehículos blindados de combate. En 2006, existían en el Ejército de Tierra de Níger varios batallones de armas combinadas.

## Batallones motorizados
En total hay diez batallones de infantería motorizada, tres de ellos están desplegados en el sur del desierto del Sáhara. Los batallones se encuentran repartidos entre las localidades de Niamey, Zinder, en la región de Tahoua y en Madawela. Cada uno de estos batallones incluye una compañía logística, ingenieros, 
zapadores, infantería mecanizada y un escuadrón blindado.

## Equipamiento
El ejército de Níger está equipado con vehículos blindados de combate. Algunos vehículos blindados han sido comprados a naciones como Alemania, China, Francia y Sudáfrica. El ejército nigerino está equipado con vehículos utilitarios deportivos (SUV) como el Toyota Land Cruiser con tracción en las cuatro ruedas (4x4) con ametralladoras montadas de varios calibres.

### Ametralladoras
| Nombre              | Fotografía | Origen         | Tipo                               | Munición          | Fabricante                           |
| ------------------- | ---------- | -------------- | ---------------------------------- | ----------------- | ------------------------------------ |
| FN MAG              |            | Bélgica        | Ametralladora de propósito general | 7,62 x 51 OTAN    | FN Herstal                           |
| AAT-52              |            | Francia        | Ametralladora de propósito general | 7,62 x 51 OTAN    | Manufacture d'Armes de Saint-Etienne |
| Heckler & Koch HK21 |            | Alemania       | Ametralladora de propósito general | 7,62 x 51 OTAN    | Heckler & Koch                       |
| Browning M2         |            | Estados Unidos | Ametralladora pesada               | 12,7 × 99 mm OTAN | General Dynamics                     |

### Fusiles y subfusiles
| Nombre    | Fotografía | Origen         | Tipo             | Munición             | Fabricante               |
| --------- | ---------- | -------------- | ---------------- | -------------------- | ------------------------ |
| Uzi       |            | Israel         | Subfusil         | 9 × 19 mm Parabellum | Israel Weapon Industries |
| AKM       |            | Rusia          | Fusil de asalto  | 7,62 × 39 mm         | Corporación Kalashnikov  |
| Fusil M14 |            | Estados Unidos | Fusil de combate | 7,62 × 51 mm OTAN    | Springfield Armory       |

### Lanzagranadas
| Nombre | Fotografía | Origen | Tipo                          | Fabricante |
| ------ | ---------- | ------ | ----------------------------- | ---------- |
| RPG-7  |            | Rusia  | Granada propulsada por cohete | Bazalt     |

### Vehículos blindados
| Nombre                  | Fotografía | Tipo                            | Origen    | Fabricante       | Ref.  |
| ----------------------- | ---------- | ------------------------------- | --------- | ---------------- | ----- |
| Puma M26                |            | MRAP                            | Sudáfrica | OTT Technologies | [ 1 ] |
| Panhard AML             |            | Automóvil blindado              | Francia   | Panhard          |       |
| Panhard VBL             |            | Automóvil blindado              | Francia   | Panhard          |       |
| Thyssen Henschel UR-416 |            | Transporte blindado de personal | Alemania  | Thyssen Henschel | [ 2 ] |
| Panhard M3              |            | Transporte blindado de personal | Francia   | Panhard          |       |
| Mamba APC               |            | Transporte blindado de personal | Sudáfrica | Land Systems OMC | [ 3 ] |
| WZ-523                  |            | Transporte blindado de personal | China     | Norinco          |       |
| ZFB-05                  |            | Transporte blindado de personal | China     | Shaanxi Baoji    |       |

## Estado Mayor Conjunto
El Ejército está comandado por el Jefe de Estado Mayor del Ejército en Niamey, a través de comandantes designados de cada una de las nueve zonas de defensa que se superponen en gran medida con cada una de las regiones militares de Níger. El Ejército de tierra nigerino está bajo el mando del Estado Mayor Conjunto que tiene su sede central en Niamey, la capital del país, desde allí el Estado Mayor Conjunto dirige las siete regiones militares de Níger.

## Formación académica

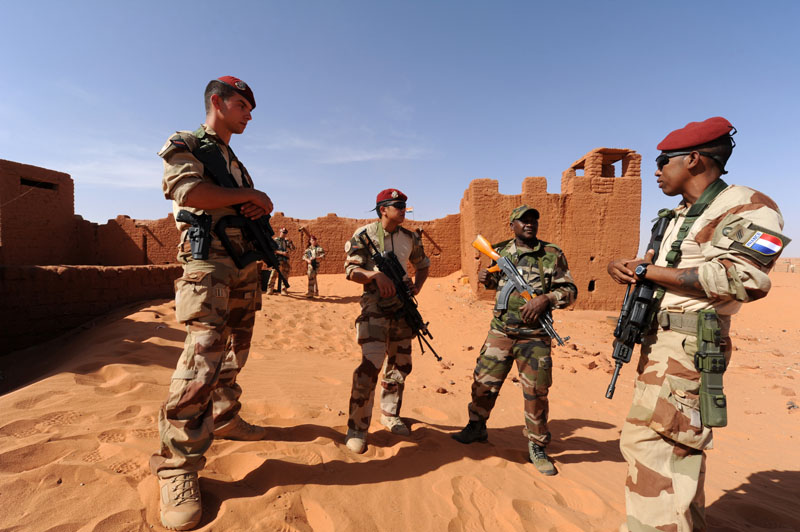
Paracaidistas franceses y soldados nigerinos conversan sobre el antiguo fuerte de Madama, en noviembre de 2014.

La formación básica se lleva a cabo en Niamey, en la base de Tondibia y en Agadez. Otros centros de formación especiales incluyen la Escuela Nacional de Formación de Oficiales (en francés: École de Formation des Forces Armées Nigériennes o EFOFAN) y la Escuela de Formación de Personal Paramédico (EPPAN), ambas con sede en la base de Tondibia. 
Además de entrenarse en Níger, los oficiales del ejército también se entrenan en Francia en la École Spéciale Militaire de Saint-Cyr, en el Reino de Marruecos, en la Real Academia Militar de Mequinez, en Argelia y en los Estados Unidos. 
Con las crecientes amenazas transfronterizas del terrorismo en África Occidental, el Ejército de Níger se ha beneficiado de ejercicios de entrenamiento con Francia y los Estados Unidos. El Ejército de Níger ha participado en el ejercicio Flintlock dirigido por los Estados Unidos que fue realizado en 2014.

## Fuerza de reserva militar
El Ejército de tierra está formado por alrededor de 8.000 soldados regulares y reclutas, alrededor de 3.000 milicianos, paramilitares, reservistas, fuerzas irregulares y tropas de élite. Hay un componente adicional de 5.000 miembros de la fuerza de reserva de la Guardia Nacional de Níger y diversas unidades de apoyo logístico, infantería motorizada, fuerzas aerotransportadas y vehículos blindados de combate.

## Historia del Ejército nigerino
El Ejército de Níger fue creado por decreto el 28 de julio de 1960. Las unidades del ejército se crearon a partir de tres compañías de las fuerzas coloniales francesas formadas por soldados nigerinos dirigidos por oficiales franceses que aceptaron adoptar la ciudadanía conjunta francesa y nigerina. 
En 1960, sólo había diez oficiales africanos en todo el Ejército nigerino, todos ellos de bajo rango. A medida que los oficiales nigerinos asumieron gradualmente las funciones de mando, el presidente Hamani Diori firmó una legislación para poner fin al empleo de oficiales militares expatriados en 1965. El personal militar francés permaneció en Níger para servir en el Ejército de Níger, contando con bases militares en Niamey, Zinder, Bilaro y Agadez. 
A finales de la década de 1970, una fuerza francesa más pequeña regresó nuevamente a Níger. Después del golpe militar de 1974, la mayor parte del personal militar francés fue evacuado del país. En 1970, el ejército fue reorganizado y dividido en cuatro batallones de infantería, una compañía de paracaidistas, una compañía de vehículos blindados ligeros, una unidad de dromedarios y varias unidades de apoyo. El ejército fue reorganizado en 2003 para crear la Fuerza Aérea de Níger como una rama de servicio distinta del ejército.

## Logística militar
Desde el punto de vista logístico, recientemente se han mejorado el transporte de combustible y agua potable, y las ambulancias para ayudar en las misiones, y en las patrullas de larga distancia, así como para aumentar la capacidad logística general del ejército.